# Métrification aux États-Unis
La métrification aux États-Unis est un processus visant à introduire le Système international d'unités et à remplacer le système d'unités de mesure américaines. Actuellement, les États-Unis sont les seuls, avec le Liberia et la Birmanie, à ne pas avoir adopté le système métrique comme système de poids et mesure.

## Histoire

### XIXesiècle
Bien que la Constitution des États-Unis ait donné le pouvoir d'imposer la norme de mesure par le Congrès des États-Unis, ce n'est qu'en 1832 que le système d'unités de mesure américaines a été officialisé.
Au début du XIXe siècle, le U.S. National Geodetic Survey (l'agence nationale de cartographie) utilise le mètre et le kilogramme apportés de France.
En 1866, le Congrès autorise l'utilisation du système métrique et dote les États d'un ensemble de poids et mesures métriques standards.
En 1875, les États-Unis renforcent leur engagement dans le développement du système métrique au niveau international en devenant l'un des dix-sept premiers pays membres et signataires de la Convention du Mètre. La signature de cet accord repose sur cinq années de rencontres au cours desquelles le système a été reformulé et affiné quant à l'exactitude de ses normes. La Convention du Mètre crée le bureau international des poids et mesures (BIPM) basé à Sèvres, en France, dont le but est de promouvoir le système dans le monde.
Sous l'Ordre Mendenhall en 1893, les standards métriques, développés à l'international avec le BIPM, sont adoptés en tant que standards fondamentaux des longueurs et masses aux États-Unis. Les unités de mesure américaines comme le pied et la livre ont été basés sur le système métrique.
La Constitution de l'État de l'Utah (en) de 1895, dans l'Article X, Section 11, à l'origine décrétait que : « Le système métrique doit être enseigné dans les écoles publiques de l'État ». Cependant, cette section a été plus tard abrogée.

### XXesiècle
La Conférence générale des poids et mesures est l'organisme régissant le système métrique moderne qui comprend les membres signataires de la Convention du Mètre. En 1960, ils approuvent une mise à jour du système métrique en établissant le Système international d'unités (SI).
Le 10 février 1964, le National Bureau of Standards a déclaré qu'il utilisera le système métrique, sauf si cela avait un effet néfaste évident.
En 1968, le Congrès a autorisé l'U.S. Metric Study, une étude de trois ans sur les systèmes de mesure aux États-Unis, en mettant l'accent sur la faisabilité du système métrique. Le département du Commerce a mené l'étude. Un comité de 45 membres a consulté et entendu les témoignages de centaines de consommateurs, d'entreprises, de groupes de travail, de fabricants et les représentants d'États et locaux. Le rapport final conclut que les États-Unis finiraient par rejoindre le reste du monde avec le système métrique. L'étude a trouvé que le système métrique était déjà bien implanté dans de nombreuses régions et que son utilisation était en augmentation. La majorité des participants à cette étude a estimé que le changement de mesure était dans l’intérêt des États-Unis compte tenu de l'importance du commerce extérieur et de l'influence croissante des technologies.

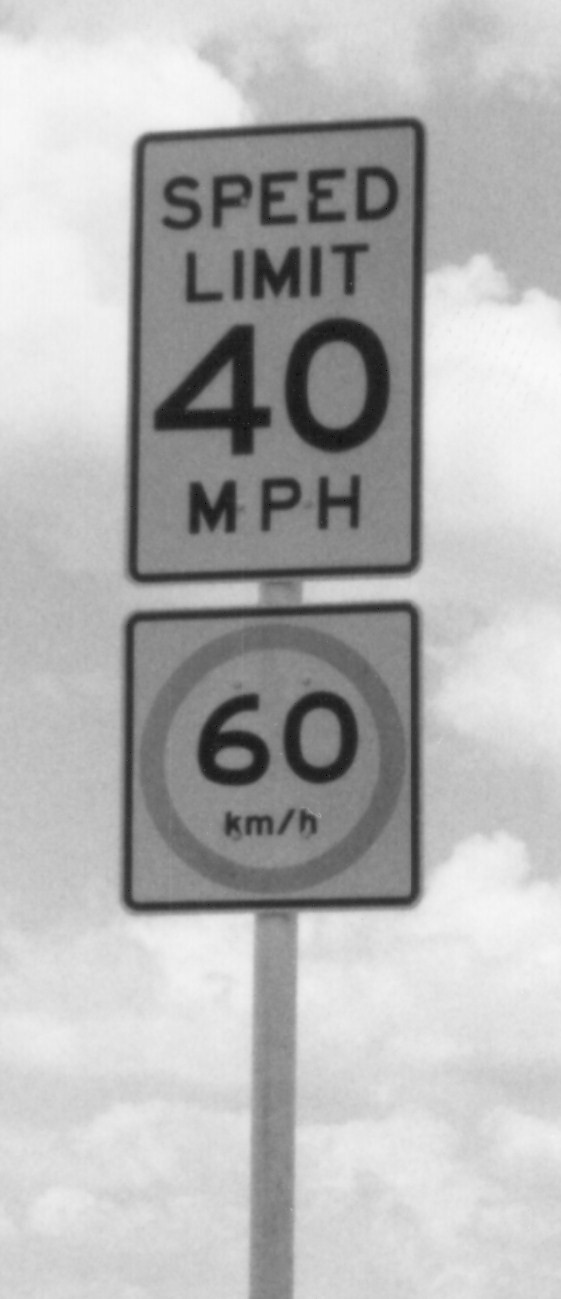
Un panneau routier des années 1980 affichant les deux systèmes de mesure : miles par heure et kilomètres par heure, (anciennement) localisé en Floride.

L'U.S. Metric Study a recommandé aux États-Unis de mettre en place une transition minutieusement planifiée sur plus d'une décennie. En 1975, le Congrès adopte le Metric Conversion Act (en) « pour coordonner et planifier l'utilisation croissante du système métrique aux États-Unis ». L'agence United States Metric Board (USMB) est créée afin de planifier et coordonner la transition et de l’expliquer au citoyen. Ce dernier élément a conduit à la sensibilisation de l'opinion publique au système métrique, mais les réactions furent négatives : résistance, apathie, voire ridicules. En 1981, l'USMB rapporte au Congrès qu'elle n'avait clairement pas le mandat nécessaire de ce dernier afin de réaliser la conversion au niveau national. En raison de cette inefficacité et dans le souhait de diminuer les dépenses du gouvernement fédéral, l'administration Reagan dissout l'agence USMB en automne 1982.
La fin de l'USMB augmenta le doute que la métrification soit vraiment mise en œuvre. La métrification dans les secteurs publics et privés a dès lors diminué, tandis que la compétitivité entre les nations et les exigences des marchés mondiaux ont, quant à eux, augmenté.
L'American National Metric Council (ANMC) a été fondé en 1973 par l'American National Standards Institute (ANSI) en tant qu'organisation à but non lucratif, exonérée d'impôt, pour la planification et la coordination de l'activité métrique dans tous les secteurs de l'économie américaine. Elle deviendra une société incorporée en 1976. L'ANMC visait à faciliter la métrification en maintenant un processus volontaire et ordonné qui minimisait les coûts et maximisait les bénéfices, ainsi que de fournir des informations, des forums, une assistance individuelle et d'autres services à ses abonnés. L'ANMC a tenté de coordonner le passage au métrique dans de nombreux secteurs industriels, contrairement à l'USBM, qui n'a seulement tenté de mettre en œuvre la politique énoncée dans le Metric Conversion Act de 1975. Après la formation de l'USBM, le comité de l'ANMC a soumis un plan de conversion pour le secteur de la chimie et celui de l'outillage. Les changements dans ces secteurs seront par la suite  approuvés par l'USBM. De 1975 à 1981, l'ANMC a tenu une série de conférences annuelles qui ont attiré un large public. Par la suite, l'ANMC a de nouveau tenu une série de conférences (National Metric Conferences, mais cette fois-ci en collaboration avec l'U.S. Metric Association (en) (USMA), le département du Commerce et National Institute of Standards and Technology (NIST), de 1989 à 1993.
Le Congrès avait inclus de nouveaux engagements pour la métrification de l'industrie américaine dans son Omnibus Foreign Trade and Competitiveness Act. La loi modifie le Metric Conversion Act de 1975 et désigne le système métrique comme « le système préféré des poids et mesures pour États-Unis et le commerce ». La loi dispose que le gouvernement fédéral a la responsabilité d'aider l'industrie, en particulier les petites entreprises.
Cette loi exigeait que la plupart des agences fédérales utilisent le système métrique dans leurs marchés publics, subventions et autres activités liées aux entreprises pour la fin de l'année 1992. Bien que ne le rendant pas obligatoire pour les secteurs privés, le gouvernement fédéral a cherché à s'en servir de catalyseur dans la conversion au système métrique du commerce, de l'industrie et du commerce du pays. Des exceptions ont été faites pour les industries routières et de la construction. Le Department of Transportation prévoyait d’exiger le passage au système métrique pour l'an 2000, mais ce plan fut annulé par la loi sur l'équité des transports du XXIe siècle (TEA-21 ou Transportation Equity Act for the 21st Century). Les forces armées utilisent principalement le système métrique du fait qu'elles sont régulièrement amenées à travailler avec des armées d'autres nations.
Certains membres du Congrès ont tenté d'interdire l'utilisation du système métrique sur les autoroutes fédérales en 1992 et 1993,. Ces projets de loi n'étaient pas très populaires à la Chambre des représentants et ont échoué avant le vote.

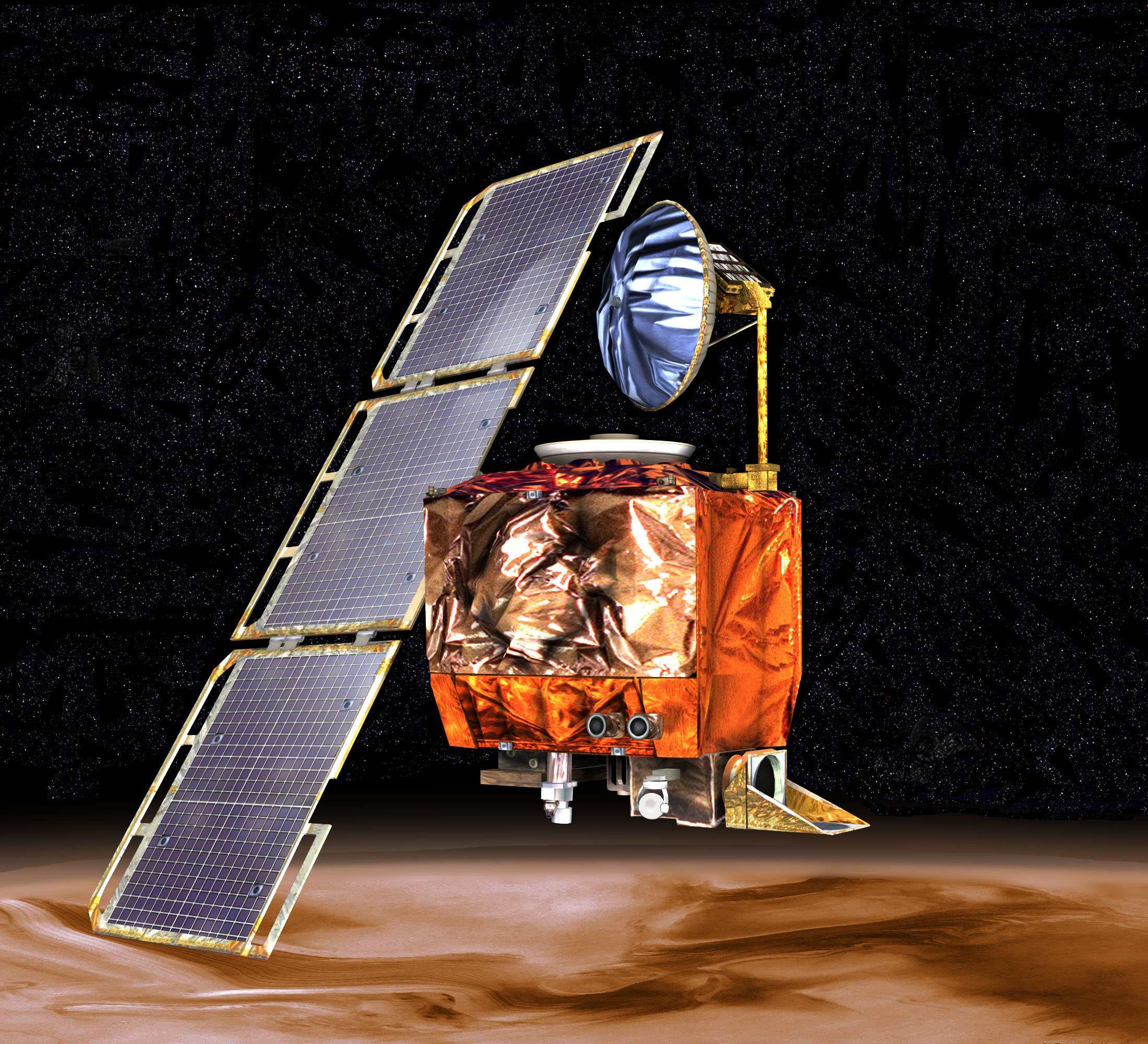
Mars Climate Orbiter (vue d'artiste)

#### Mars Orbiter
L'utilisation conjointe de deux unités de mesure a été la cause de la perte de la sonde spatiale Mars Climate Orbiter (d'une valeur de 125 millions de dollars), en 1999. La NASA avait spécifié des unités métriques dans le contrat. La NASA et d'autres organisations utilisent ce système dans leurs travaux, mais l'un de leurs sous-traitants, Lockheed Martin, a fourni des données sur le rendement du propulseur en livres-force par seconde au lieu de newtons par seconde. La sonde était conçue pour se mettre en orbite autour de Mars à une altitude de 150 kilomètres (93 miles), mais les mauvaises données ont fait qu'elle n'était qu'à 57 kilomètres (35 miles), et s'est donc consumée dans l'atmosphère martienne. En 2007, soit 8 ans après la perte de la sonde, la NASA adopte officiellement le système métrique.

### XXIesiècle

#### Des efforts dans la métrification

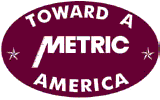
« Vers une Amérique métrique »

Le 31 décembre 2012, une pétition a été créée sur le site internet « We the People » de la Maison-Blanche pour « Faire du système métrique le standard aux États-Unis, au lieu du système impérial »,. En juin 2013, elle avait récolté près de 50 000 signatures.
Début 2013, un projet a été présenté par l'élu  d'Hawaï à la Chambre des représentants des États-Unis, Karl Rhoads (en), qui a pour but de rendre le système métrique obligatoire au sein de son État. Nommé « Relatif au système métrique », le projet de loi prévoit une entrée en vigueur pour le 1er janvier 2018. En 2014, la loi manque de soutien et est au point mort. Karl Rhoads revient à la charge en 2019 proposant la création d'une task force.

## Utilisation actuelle

### Vie quotidienne

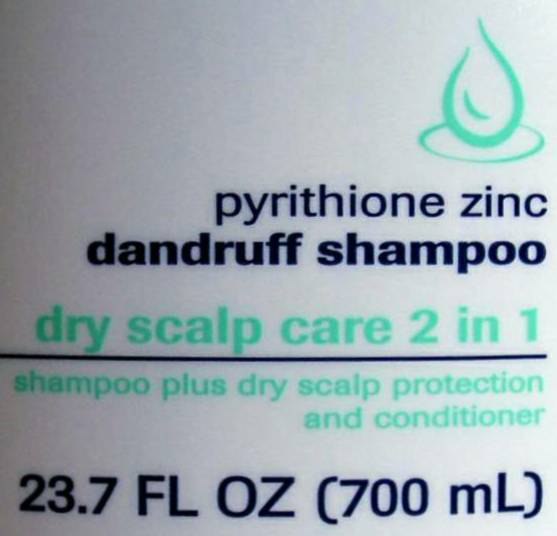
Bouteille de shampoing à la contenance « ronde » dans le système métrique (700 ml), mais indiquée en onces liquides.

Alors que la plupart des Américains ont étudié les unités métriques à l'école, leur utilisation reste faible dans la vie quotidienne. Les limitations de vitesse sont presque toujours en miles par heure et les panneaux de signalisation donnent habituellement les distances en miles ou en pieds. Le BTU (°F) reste la mesure standard pour le chauffage et le refroidissement, les vêtements sont mesurés en pouces.
Plusieurs des préfixes du Système international (SI) sont largement connus et parfois utilisés avec des unités non-métriques. Par exemple, en ce qui concerne la capacité de stockage sur un ordinateur : kilobyte (kilooctet), megabyte (mégaoctet) ou gigabyte (gigaoctet), et la résolution des appareils photographiques numériques est spécifiée en mégapixels. La lettre K est couramment utilisée pour désigner les « milliers » (par exemple : « elle gagne 80K $ »). Cependant, contrairement au système SI, le K est la plupart du temps écrit en majuscule au lieu d'un k minuscule.

### Météo
Les bulletins météorologiques sont donnés en degrés Fahrenheit (°F) pour les points de rosée et la température de l'air, la vitesse du vent est donnée en miles par heure, la pression atmosphérique en pouce de mercure (inHg); (les millibars sont uniquement utilisés pour les phénomènes tropicaux, comme les ouragans mais pas le Pascal). Dans certains États qui bordent le Canada, les températures sont décrites dans les deux unités : Fahrenheit et Celsius.

### Sport
Les citoyens américains sont fréquemment confrontés aux unités métriques à travers la couverture d'événements sportifs internationaux, comme les Jeux olympiques.
Les courses aux États-Unis sont généralement en mètre (par exemple : le 100 m sprint, le 5 km), bien que les distances en miles restent populaires. Le marathon a une distance de 26 miles (42 km), officiellement 26 miles et 385 yards (42,195 km).
Dans d'autres disciplines où les distances sont utilisées, comme le lancer du poids, le saut en hauteur et le lancer du disque, les performances sont indiquées en pieds et en pouces, à l’exception des compétitions aux niveaux national et international.

### Transport

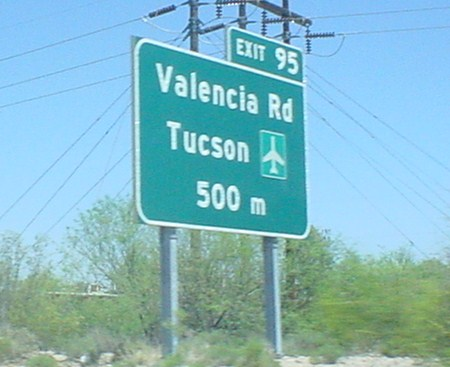
« Valencia Rd. Tucson. 500 m » sur l'Interstate 19

Les limitations de vitesse sont affichées en miles par heure et les distances sont principalement en miles, yards ou pieds, même s'il existe quelques rares panneaux en doubles unités mile/km, pour la plupart des vestiges de démonstrations de projets qui ne sont plus soutenus. La seule exception est l'Interstate 19 en Arizona presque entièrement en signalisation métrique, sauf les limitations de vitesse. Cependant, les panneaux sont petit à petit reconvertis aux unités impériales quand ils doivent être remplacés. Une autre exception est la partie à péage de la Delaware Route 1 (en) qui utilise les kilomètres, une anticipation du passage au métrique au milieu des années 1990 aux États-Unis, qui n'a pas eu lieu. Ils ont également été remplacés par de nouveaux panneaux en miles.

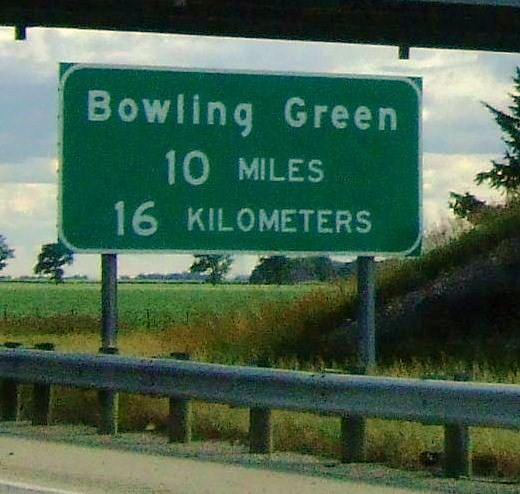
Double affichage près de Bowling Green, Ohio

Les éditions de 2000 et 2003 du Manual on Uniform Traffic Control Devices (MUTCD), éditées par la Federal Highway Administration, ont été publiées avec l'utilisation du métrique et les unités américaines. Les panneaux routiers, y compris les limitations de vitesse en kilomètres par heure, ont été présentés dans le manuel, même si ceux-ci ne sont normalement pas utilisés sur les routes et qu'il n'y avait pas de plan précis pour un passage au métrique. Ils possédaient une distinction visuelle, les limitations étaient entourées d'un cercle noir, suivies d'un « km/h ». Les panneaux de distance avaient quant à eux, un encadré jaune avec le texte « metric » en noir, dans la partie supérieure du panneau. Ces références au système métrique ont été retirées dans l'édition de 2009 et remplacées par une table de conversion. Officiellement, cela signifie que, bien que très peu utilisés, les panneaux routiers métriques sont autorisés aux États-Unis.
De nouveaux panneaux sont apparus sur les routes d'État sur l'île de Kauai à Hawaï indiquant les distances dans les deux systèmes d'unités. Les bornes kilométriques sur l'île d'Hawaï sont numérotées dans les deux unités et à chaque fois le nombre est arrondi (ex : 5 mi/8 km). À Houston, au Texas, il y a de nombreux panneaux limitant la vitesse en km/h sous le mi/h, principalement près du Texas Medical Center et des deux aéroports. Le territoire américain de Porto Rico utilise généralement le style américain (panneaux MUTCD) avec les unités métriques, cependant les limitations de vitesse  sont encore en miles par heure. Dans le Maine, la section à péage de l'Interstate 95 a les mesures indiquées dans les deux systèmes, en partie du fait que de nombreux touristes canadiens se rendent sur les plages du Maine.
L'essence et le diesel sont vendus au gallon US, tandis que la consommation est mesurée en miles par gallon (MPG, l'équivalent du l/100 km). Les stations de l'enclave de Point Roberts, qui n'est accessible que par le Canada, vendent les carburants au litre. L'essence est également vendue au litre à Porto Rico.
Les vols intérieurs mesurent leur altitude en pied et leur vitesse en nœud. Les cartes marines indiquent les profondeurs en brasse et les distances en mille marin. Les chemins de fer utilisent la voie normale, à savoir l'écartement de 4 pieds 8½ pouces (1 435 mm) qui est largement répandu dans le monde et particulièrement en Europe. La Federal Motor Vehicle Safety Standard 101 (Agence Fédérale qui régit les normes pour les véhicules à moteurs) autorise les compteurs de vitesse en miles par heure, kilomètres par heure, ou les deux. Les odomètres peuvent enregistrer en miles, mais doivent indiquer l'unité pour laquelle ils sont configurés.

### Pierres précieuses
Les pierres précieuses et les perles sont vendues en carat métrique.

### Drogue illégale
Les drogues illégales et les substances contrôlées sont souvent mesurées en quantités métriques. La loi fédérale, les interdisant, définit les peines encourues en termes de masse métrique.
Dans son usage quotidien, la marijuana est vendue en utilisant un mélange entre les unités métrique et américaines. À petite échelle, l'unité de base est le gramme (ou une de ses fractions) mais, pour des quantités plus importantes, on utilise l'once ou la livre en démarrant généralement à 1/8 d'once, qui est souvent définie à 3,5 grammes et dénommée comme "un huitième" ("an eight"). Le terme "kilo" est communément utilisé par les forces de l'ordre pour décrire la quantité de drogues (en kilogramme) lors d'une prise. Un kilo de drogue illégale (en particulier la cocaïne) est souvent désigné par le terme d'argot "key".

### Armes à feu
Les États-Unis utilisent à la fois le pouce et le millimètre pour le calibre des armes civiles et des forces de l'ordre. Historiquement, les séries destinées au marché américain avaient leur calibre indiqué en pouce (ex : .45 Colt et .270 Winchester). Deux évolutions ont changé cette tradition : la grande prépondérance des différentes cartouches pour un même calibre et le commerce international des armes qui a importé les calibres en métrique aux États-Unis. 
En ce qui concerne la masse des projectiles, c'est là encore une mesure en grain qui est largement utilisée, y compris dans les armes de jet comme le tir à l'arc. 

### Forces armées
Les forces armées américaines utilisent largement les mesures métriques pour assurer l'interopérabilité avec les forces alliées, notamment avec les accords de normalisation (STANAG) de l'OTAN. Les forces terrestres mesurent les distances en « klicks », mot d'argot pour kilomètres. La plupart des armes à feu militaire sont calibrées en système métrique, commençant par le M14 qui a été introduit en 1957, même si quelques exceptions traditionnelles existent, tels que les calibres .50. Les munitions d'avions sont généralement mesurées en livres (pounds). Les armes lourdes sont mesurées en millimètres. Les véhicules sont généralement construits selon les standards métriques. L'US Navy est une exception, où les armes sont mesurées en pouces et où la flotte sous-marine mesure les distances en « kiloyards » (914,40 m, la profondeur en pieds et la vitesse, dans certains cas, en pieds par seconde. La Navy et l'Air Force continuent à mesurer les distances en milles nautiques et la vitesse en nœud.